# Atome
Atome是Advance Intelligence Group旗下公司，主要從事先買後付的業務。Atome先後進軍新加坡、馬來西亞、印尼、越南、泰國、台灣、香港及日本等的市場。
2023年3月，Atome宣佈結束香港業務，在香港營運時間不足3年。

## 外部連結
- Atome香港 （页面存档备份，存于）
- Atome台灣 （页面存档备份，存于）